# Резолюция 208 на Съвета за сигурност на ООН
Резолюция 208 на Съвета за сигурност на ООН е приета на 10 август 1965 по повод овакантеното след смъртта на съдия Абдел Хамид Бадави място в Международния съд.
Като отбелязва със съжаление кончината на съдия Бадави на 4 август 1965 г., Съветът за сигурност отбелязва, че вследствие на това едно от местата в Съда остава овакантено до края на мандата на покойния, поради което това овакантено място трябва да бъде запълнено съгласно Статута на Международния съд. Като подчертава, че съгласно чл. 14 от Статута на Международния съд изборът на нов съдия трябва да бъде насрочен от Съвета за сигурност, Съветът постановява, че изборът на нов член на Международния съд, който ще заеме мястото на починалия съдия, ще се проведе по време на двадесетата редовна сесия на Общото събрание на ООН.
Резолюцията е приета, без да бъде гласувана.